# Грб Берлина
Грб Берлина се користи и од стране немачког града-државе, као и од самог града Берлина. Грб је усвојен 13. маја 1954. године.

## Опис грба
На врху штита је посебна круна, настала спајањем зидне круне града са тзв, народном круном (Volkskrone), која се користи у Немачкој да означи републику. 
Медвед је кроз много векова, био само један од симбола града, који би се стављао у једно од три поља у штиту. Друга два поља би обично приказивали орлове Бранденбурга и Прусије. Црни медвед на сребреном штиту, наоружан црвеним, као симбол Берлина се појављује још током 12. и 13. века, али као званичан грб града, овај грб је усвојен тек 13. маја 1954. године. Претпоставља се да је симбол медведа одабран због фонетске сличности у германским језицима између назива за медведа (bear) и имена града Берлина, мада се историчари слажу у чињеници да име града потиче од старосрпске речи за барљиво место.
Све берлинске општине користе своје властите грбове и амблеме. 